# Koza, Berdeansk
Koza (în ucraineană Коза) este un sat în comuna Dolînske din raionul Berdeansk, regiunea Zaporijjea, Ucraina.

## Demografie
Componența lingvistică a localității Koza
     Ucraineană (75,56%)
     Rusă (24,44%)
Conform recensământului din 2001, majoritatea populației localității Koza era vorbitoare de ucraineană (75,56%), existând în minoritate și vorbitori de rusă (24,44%).